# Slaget ved Worksop
Slaget ved Worksop var en træfning under Rosekrigene nær byen Worksop, Nottinghamshire den 16. december 1460, i optrækket til Slaget ved Wakefield den 30. december.

Der er ganske lidt klarhed over, hvad der skete under denne begivenhed, og den eneste samtidige beretning kommer fra William Worcester i hans bog Annales rerum Anglicarum, hvori han fortæller (Oversættelse fra latin):
I december hævedes parlamentet. Og hertugen af York var, med jarlen af Salisbury og mange tusinde bevæbnede mænd, på vej fra London til York i december 1460, da en del af hans mænd, fortroppen, antageligt, eller måske spejderne... blev afskåret af folk under hertugen af Somerset ved Worsop [Worksop].
Somerset havde marcheret fra Corfe Castle, Dorset og var på vej mod nord mod den resterende af Lancaster-hær, som havde været baseret i Hull, inden den flyttede videre til Pontefract. Det vides ikke, hvor mange mænd Beaufort havde ved Worksop, da han havde delt sit kavaleri, og fodfolk ved Exeter for at kunne bevæge sig hurtigere mod nord.
Det antages, at Yorks mænd havde forladt Great North Road for at nå frem til Sandal Castle, dog det uklart, hvorfor de gik via Worksop. Området var under Lancaster-støtters kontrol, hvor det nærmeste område, der var sikkert holdt af York-støtter, var ved Doncaster. Der var omfattende oversvømmelser på det tidspunkt, hvilket ville have gjort rejser vanskelige og svære at finde mad. Der blev afholdt et marked i Worksop hver torsdag, og der kunne være blevet sendt spejdere dertil for at lede efter forsyninger. Den mest sandsynlige årsag ville imidlertid have været at observere de Lancaster-styrker, der befandt sig omkring byen eller for at gøre gengældelse mod Worksop Manor, hvor jarlen af Shrewsbury og hans yngre bror Christopher Talbot var blevet dræbt i Slaget ved Northampton den 10. juli samme år. (Christopher Talbot blev myrdet i 1443 på Caus Castle). Hævn var bestemt en mulighed, da jarlen af Shrewsbury havde fået Richard af Yorks besiddelser i Wakefield i 1459. Også Richard af York havde en personlig vendetta mod Beaufort-familien, lige siden den 2. hertug af Somersets katastrofale håndtering af de sidste felttog i Hundredårskrigen.
Der er ingen fysiske beviser for slaget bortset fra muligvis et stykke af et kranie i Worksop Priory med en klemt pilespids fast fastgjort i den. Det kan ses af offentligheden og ligger i kirkens nordlige skib mod vestenden.